# Provincia de Malleco (1887-1976)
La provincia de Malleco (Mapudungún: Agua gredosa) fue una de las divisiones administrativas de Chile existente hasta 1976.

## Historia
Por ley del 12 de marzo de 1887 , se crea la provincia de Malleco a partir del sector norte del antiguo territorio de colonización de Angol, con el nuevo departamento de Angol y los creados departamento de Collipulli y el departamento de Traiguén. Así la provincia de Malleco queda conformado por:
| Departamento | Cabecera   |
| ------------ | ---------- |
| Angol        | Angol      |
| Collipulli   | Collipulli |
| Traiguén     | Traiguén   |

Luego se crea con el Decreto 119 de 28 de noviembre de 1893 el departamento de Mariluán, de la división del departamento de Traiguén.
| Departamento | Cabecera   |
| ------------ | ---------- |
| Angol        | Angol      |
| Collipulli   | Collipulli |
| Traiguén     | Traiguén   |
| Mariluán     | Victoria   |

Mediante DFL 8582 se suprime la provincia de Malleco y una parte se incorpora a la provincia de Biobío, y otra parte a la provincia de Cautín y modifica los límites departamentales; y el DFL 8583, que modifica los límites y fija las nuevas comunas y subdelegaciones.
Luego en 1937, se restituye la provincia de Malleco.
Finalmente, la provincia llega a tener los siguientes departamentos:
| Departamento | Cabecera   |
| ------------ | ---------- |
| Angol        | Angol      |
| Collipulli   | Collipulli |
| Traiguén     | Traiguén   |
| Victoria     | Victoria   |
| Curacautín   | Curacautín |

Con el proceso de regionalización de la década de 1970, se crea la IX Región de la Araucanía,
Mediante el Decreto Ley 1.213 de 27 de octubre de 1975, (publicado en D.O. el 4 de noviembre de 1975) se dividen las regiones del país en provincias: Así la Región de la Araucanía está compuesta por las provincias de Malleco y Cautín (creada a partir de la antigua provincia de Cautín).